# Movimento Defesa da Língua
El Movimento Defesa da Língua és una organització reintegracionista i assambleària, d'acció social de base, que té com a objectiu la normalització i naturalització de la llengua portuguesa a Galícia. El MDL vol reintegrar les diferents parles gallegues a la lusofonia i considera que aquest n'és el seu espai propi, seguint així el pensament tradicional del galleguisme sobre la idonietat de l'apropament lingüístic i cultural entre Galícia i Portugal.
Algunes campanyes del MDL de més èxit són: 
- Respecti Galícia Arxivat 2007-11-09 a Wayback Machine., destinada als portuguesos i brasilers per tal que entenguin la importància de respectar la toponímia gallega, o de divulgació d'opinions d'escriptors gallecs sobre la pertinença dels parlars gallecs a la lusofonia, exposició de llibres gallecs i portuguesos, etc.